# ریدو-گلبورن وارد
ریدو-گلبورن وارد (انگلیسی: Rideau-Jock Ward) یا بخش بیست و یک یک بخش شهرداری در اتاوا، انتاریو، کانادا است.